# Maša Kolanović
Maša Kolanović (ur. 19 listopada 1979 w Zagrzebiu) – chorwacka pisarka, poetka, eseistka oraz profesorka literatury współczesnej na Uniwersytecie w Zagrzebiu. Jej twórczość literacka i naukowa koncentruje się na tematach związanych z postkomunizmem, kulturą popularną oraz transformacją społeczną w krajach byłej Jugosławii.

## Biografia
Maša Kolanović urodziła się w 1979 r. w Zagrzebiu, gdzie ukończyła szkołę podstawową i liceum. W 1998 r. rozpoczęła studia na kierunku filologia chorwacka i literaturoznawstwo porównawcze,  na wydziale nauk społecznych i humanistycznych Uniwersytetu w Zagrzebiu, które ukończyła w październiku 2003 r. W 2010 r. uzyskała stopień doktor. Od 2004 r. związana jest z macierzystą uczelnią, gdzie pracuje jako asystent naukowy w katedrze języka i literatury Chorwackiej. Od kwietnia 2004 r. pracuje jako asystent naukowy na Wydziale Języka i Literatury Chorwackiej na Wydziale Nauk Społecznych i Humanistycznych Uniwersytetu w Zagrzebiu. W kwietniu 2015 r. została adiunktem, a w listopadzie 2020 r. profesorem nadzwyczajnym.
W ramach swojej kariery naukowej odbyła staże naukowe na Uniwersytecie Wiedeńskim (2005/2006), Uniwersytecie Teksasu w Austin (2011/2012), Trinity College w Dublinie (2017) oraz na Uniwersytecie Nowojorskim (2020). 
W 2017 r, Maša Kolanović podpisała Deklarację o wspólnym języku Chorwatów, Serbów, Bośniaków i Czarnogórców, opowiadając się za wspólnym dziedzictwem językowym i kulturowym narodów byłej Jugosławii.
19 maja 2022 r. została wybrana na członka stowarzyszonego Chorwackiej Akademii Nauki i Sztuki.

## Kariera literacka
Maša Kolanović jest autorką poezji, prozy oraz esejów. W 2001 r. wydała debiutancki tomik poezji Pijavice za usamljene. W 2008 r. opublikowała powieść Sloboština Barbie o dorastaniu w Zagrzebiu podczas wojny w byłej Jugosławii, ukazana z perspektywy dziewczynki. W 2011 r. wydała monografię Udarnik! Buntovnik? Potrošač…, w której analizuje chorwacką literaturę popularną w kontekście przemian społeczno-kulturowych. W 2013 r. ukazał się ilustrowany poemat prozą Jamerika trip będący refleksją nad amerykańskim snem i jego wpływem na kulturę postkomunistyczną. W 2019 r. wydała zbiór opowiadań Poštovani kukci i druge jezive priče. Książka została uhonorowana Nagrodą Literacką Unii Europejskiej w 2020 r.

## Nagrody i wyróżnienia
- W 2010 r. za swoją pracę naukową została wyróżniona doroczną nagrodą dla młodych naukowców Ministerstwa Nauki, Edukacji i Sportu w dziedzinie nauk humanistycznych[2].
- 2020: Nagrada Vladimir Nazor[10]
- 2020: Nagroda Literacka Unii Europejskiej[9]

## Wybrana twórczość

### Poezja
- 2001: Pijavice za usamljene

### Proza
- 2012: Sloboština Barbie
- 2013: Jamerika trip
- 2019: Poštovani kukci i druge jezive priče

### Prace naukowe
- 2011: Udarnik! Buntovnik? Potrošač... Popularna kultura i hrvatski roman od socijalizma do tranzicije
- 2013: Komparativni postsocijalizam: slavenska iskustva
- 2017: The Cultural Life of Capitalism in Yugoslavia